# Teatro del Escorxador

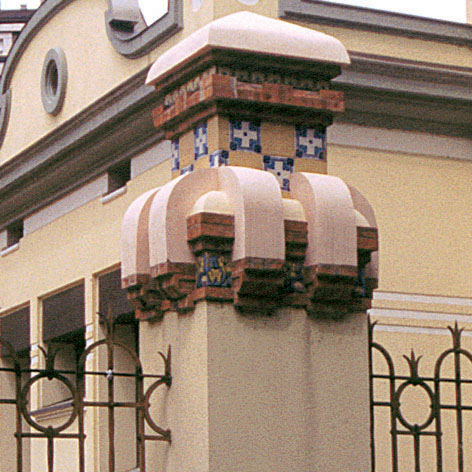
Detalle del edificio principal, véase la decoración.

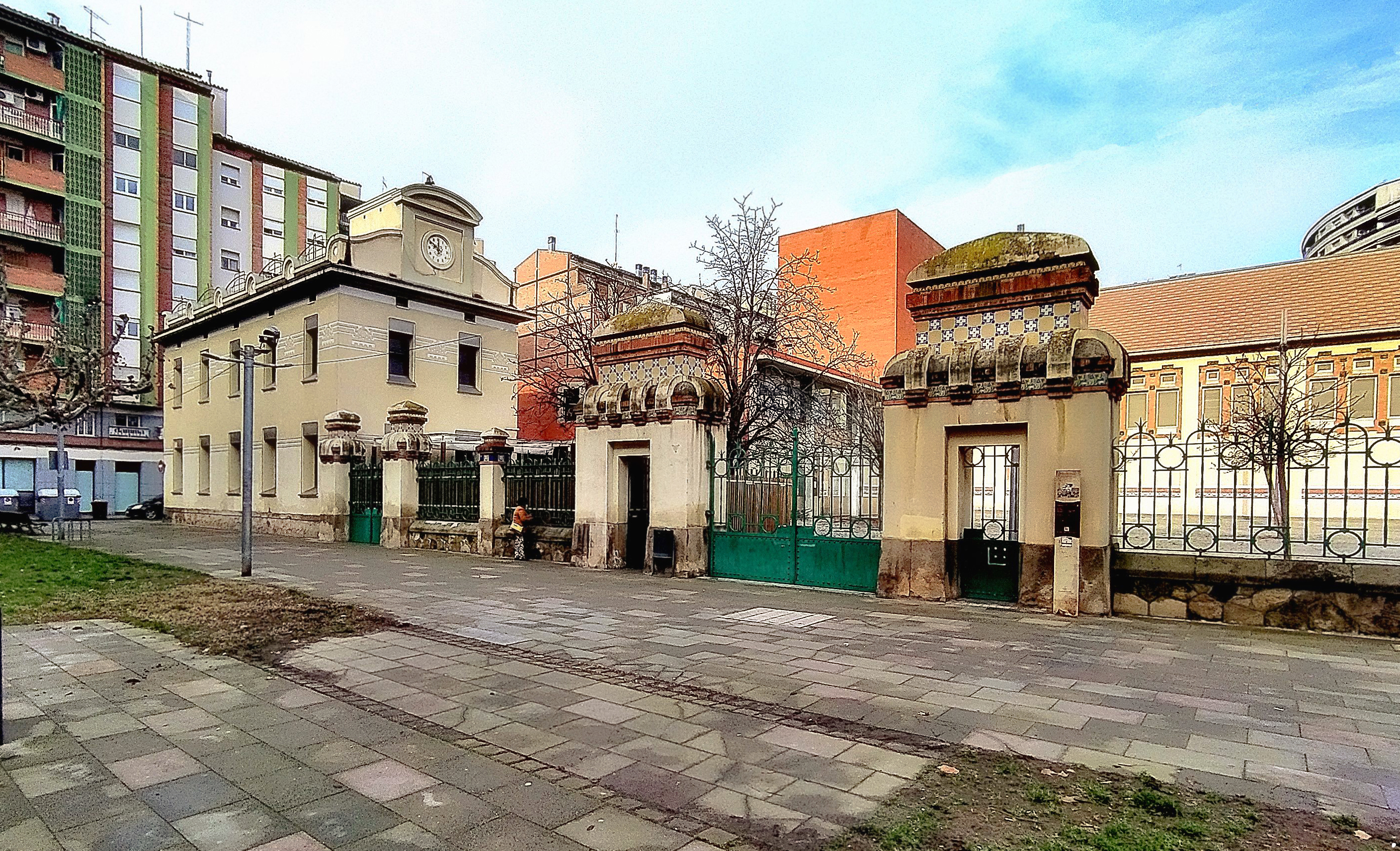
Antiguo Matadero Municipal de Lleida donde está ubicado el Teatro de L´escorsador.

El Teatro del Escorxador o Matadero (Teatre Municipal de l'Escorxador en catalán) es un teatro en la Calle Lluís Companys, en el distrito Instituts - Templers de Lérida, Cataluña, España. Es destacable por su sorprendente arquitectura modernista-art nouveau, inusual para un antiguo matadero, una obra del arquitecto nacido en Tarragona, Francesc de Paula Morera i Gatell (1869-1951). En la actualidad reformado y completo, con algunas adiciones en los años 1990. Fue gravemente dañado durante los atentados en la guerra civil española. Ha estado en funcionamiento desde 1998, y es propiedad del Ayuntamiento de Lérida. Tiene dos salas: Sala1, una sala de estilo italiano, con 310 asientos, y Sala 2, utilizado para obras de teatro y actuaciones de índole más experimental. En el mismo edificio está el Cafè del Teatre. Hay un tercer espacio situado en el antiguo convento de Santa Teresa.  

## Escuela de teatro
El Aula Municipal de Teatro de Lérida es una escuela de teatro de titularidad pública que comprende dos cursos dirigidos a niños y adultos, incluyendo estudios de Arte Dramático, y un miembro de la Associació Catalana d'Escoles de Teatre (ACET). La Inestable 21 es de las compañías de teatro más jóvenes de la escuela.